# Бресо
Брѐсо (на италиански: Bresso, на западноломбардски: Brès, Брес) е град и община в Северна Италия, провинция Милано, регион Ломбардия. Разположен е на 142 m надморска височина. Населението на общината е 25 801 души (към 2013 г.).